# Giuseppe Rogoli
Giuseppe Rogoli, dit aussi Pino Rogoli (né le 13 août 1946 à Mesagne), est un mafieux italien, membre de la 'Ndrangheta et fondateur de la Sacra corona unita.

## Biographie
Giuseppe Rogoli est né d'un berger le 13 août 1946 à Mesagne, dans la province de Brindisi, dans la région des Pouilles, dans le sud de l'Italie.
Il émigre pendant quelques années en Allemagne.
À son retour d'Allemagne, il mène une attaque à main armée sur une banque à Giovinazzo avec la complicité de son frère Emanuele Rogoli. L'attaque se passe bien mais dans leur fuite un buraliste qui se tenait hors de son kiosque est tué. Giuseppe est condamné à la réclusion à perpétuité et Emanuele à 24 ans de réclusion.
Il a été membre de la cosca Bellocco, cellule de la 'Ndrangheta. Il portait le grade de Santista, qui est un relativement haut grade.
Depuis 1981, Giuseppe Rogoli est incarcéré, d'abord à Bari, puis à Aquila et maintenant à Viterbo, où il purge deux peines à perpétuité pour deux homicides et diverses peines résiduelles pour des petits délits.
Le 25 décembre 1981, alors qu'il était détenu dans la prison de Bari, il a fondé la Sacra Corona Unita, organisation mafieuse ayant son centre dans les Pouilles,,.

### Implication dans la 'Ndrangheta
Giuseppe Rogoli est membre de la 'Ndrangheta par son affiliation à la cosca Bellocco. Umberto Bellocco, ex capobasto de la cosca Bellocco, l'a nommé Santista, qui est un haut grade.

### Fondation de la Sacra Corona Unita
Giuseppe Rogoli a fondé la Sacra Corona Unita le 25 décembre 1981, depuis la cellule 12 de la prison de Bari.
Cette fondation se serait faite selon l'ordre et la bénédiciton d'Umberto Bellocco, capobastone de la 'Ndrina Bellocco jusqu'en 1993, et de Carmine Alvaro,,.
D'emblée, Giuseppe Rogoli a voulu donner à la Sacra Corona Unita une structure forte et pyramidale: les règles y sont très précises et les rituels d'affiliations entièrement codifiés. Le rituel d'affiliation emprunte une liturgie de type religieux, avec une forme de baptême mentionnant notamment la fidélité éternelle au fondateur Giuseppe Rogoli.
Il se fait appeler le Nonno (grand-père), le Vecchio (vieux) et même Dio (Dieu).

## Vie privée
Il est marié à Domenica Biondi, dite aussi Mimina, ouvrière agricole née en 1951, originaire de Ceglie Messapica et domiciliée à Mesagne. Largement impliquée dans les affaires de Giuseppe Rogoli, elle a servi de lien entre son époux emprisonné et la Sacra Corona Unita qu'il dirigeait. Elle l'a toujours régulièrement visité et soutenu.
Elle a été détenue à quatre reprises. Arrêtée en 1986, elle est condamnée à 10 ans de réclusion pour affiliation à une organisation mafieuse, puis libérée en 1994. Le 27 janvier 2010, elle est à nouveau arrêtée et placée dans la prison de Lecce pour purger le solde de sa peine de 10 ans de réclusion pour affiliation à une organisation mafieuse, c'est-à-dire 5 mois et 18 jours de réclusion.
Ils ont eu ensemble trois enfants, qui leur ont donné quatre petits-enfants. 